# Мараццина, Массимо
Массимо Мараццина (итал. Massimo Marazzina, итальянское произношение: [ˈmassimo maratˈtsiːna]; род. 16 июля 1974, Пандино) — итальянский футболист, выступавший на позиции нападающего. В настоящее время является главным тренером американского клуба «Сарасота Метрополис».

## Клубная карьера
Массимо Мараццина родился в итальянском городе Пандино 16 июля 1974 года. В 1994 году дебютировал в профессиональном футболе, тогда ему удалось принять участие в матче в составе миланского клуба «Интернационале». Мараццина не смог закрепиться в основном составе этой команды, в связи с чем в том же 1994 году перешёл в «Фоджу». В 1996 году Мараццину подписал «Кьево». В составе этой команды ему удалось провести восемь лет, за которые Массимо сыграл более 150 матчей в лигах. Тем не менее он несколько раз покидал «Кьево» ради выступления в других командах на правах аренды. Именно по арендному соглашению в январе 2003 года 29-летний Мараццина присоединился «Роме» для замены Габриэля Батистуты, покинувшего римский клуб.
Летом 2004 года Массимо на постоянной основе перешёл в «Торино», но в 2005 году он покинул эту команду в качестве свободного агента и перешёл в «Сиену», где, однако, остаться на долгое время у него аналогично не получилось. В январе 2006 года Мараццина присоединился к «Болонье», в её составе он выступал вплоть до завершения игровой карьеры в 2010 году.

## Карьера в сборной
В феврале 2002 года Мараццина дебютировал в составе сборной Италии в товарищеском матче против сборной США. Впоследствии он провёл за сборную ещё два матча в том же году, но на этом выступления Мараццины в составе национальной команды завершились.

## Тренерская карьера
В 2019 году Мараццина был назначен главным тренером нового американского клуба «Сарасота Метрополис», он стал первым главным тренером в истории этой команды.